# Batalla de l'Eclipsi
La batalla de l'Eclipsi va ser un conflicte armat entre Ciaxares rei de Mèdia i Aliates II, rei de Lídia l'any 585 aC.
No hi va haver un resultat clar, i les dues parts van negociar un tractat de pau per posar fi a una guerra que ja durava sis anys. Segons Heròdot, un eclipsi solar durant la batalla es va interpretar com un presagi, i el combat es va acabar.

## Antecedents
Lídia havia acollit uns pastors escites que fugien d'una persecució de Ciaxares, rei de Mèdia i havien demanat refugi. Aliates II de Lídia es va negar a entregar-los i es va iniciar una guerra. No se'n sap gaire d'aquest conflicte que va durar anys, només, diu Heròdot, «unes vegades els medes vencien els lidis i altres els lidis als medes».

## La batalla
Heròdot diu que a l'inici del sisè any de la guerra, els lidis, dirigits pel rei Aliates II i els medes, pel rei Ciaxares, lluitaven en una batalla on no hi havia de moment cap vencedor quan de sobte «el dia es va convertir en nit». Les dues parts van aturar la lluita i van negociar ràpidament un acord de pau. Heròdot no parla del loc de la batalla.
També diu Heròdot que Tales de Milet ja havia predit als jonis que es produiria aquell eclipsi, i va fixar l'any en què tindria lloc.
Els acords de pau, que van propiciar Siennesis I, rei de Cilícia, i Labinetos de Babilònia, proposaven aliances entre els dos estats, i així, la filla del rei Aliates II, Arienis, es va casar amb Astíages, el fill de Ciaxares. La frontera entre els dos països es va fixar al riu Halis. Els tractats es signaven tal com feien els grecs, però a més, es feien un tall superficial al braç i es xuclaven la sang l'un a l'altre.

## L'eclipsi
Heròdot diu que l'eclipsi l'havia predit Tales de Milet. Ciceró explica que Tales va ser el primer que va predir amb èxit la data d'un eclipsi solar durant el regnat d'Aliates II. Plini el Vell també diu que Tales havia predit que l'eclipsi passaria durant el regnat d'Aliates II.
Però els científics actuals discuteixen la certesa d'aquesta predicció. Per una banda, a l'època no hi havia encara prou coneixements d'astronomia perquè Tales fes una predicció correcta, i per l'altra se sap que l'eclipsi s'hauria produït poc abans de la posta de sol, hora molt poc freqüent per dur a terme una batalla.